# Tegul'detskij rajon
Il Tegul'detskij rajon (in russo Тегульдетский район?) è un rajon dell'Oblast' di Tomsk, in Russia; il capoluogo è Tegul'det. Ricopre una superficie di 12.300 chilometri quadrati.